# Amédée Thierry
Amédée Thierry (Blois, 1797. augusztus 2. – Párizs, 1873. március 27.) francia történetíró, Augustin Thierry történetíró öccse.

## Élete
Tanulmányai végeztével tanár lett Besançonban, az 1830. évi forradalom után pedig kinevezték Haute-Saône megye prefektusának. 1831-ben az Académie des Sciences morales et politiques tagjává választották. 1838-ban az államtanács tagja, 1860-ban pedig szenátor lett. III. Napóleon császár nagyra becsülte és Julius Caesarról írt műve megírása közben gyakran élt Thierry tanácsával. Munkáit művészi, költői stílusban írta, de a források felhasználásában nem volt eléggé óvatos, úgyhogy a kritika gyakran óvást emelt. A Magyar Tudományos Akadémia 1858-ban tagjának választotta.

## Nevezetesebb művei
- Histoire des Gaulois jusqu’à la domination romaine (Páris, 1828, 3 kötet)
- Histoire romaine au Ve siècle (Páris, 1860–76, 6 kötet)
- Tableau de l’empire romaine (1862, magyarra fordította Csiky Kálmán, Budapest, 1881, Akadémia)
- Histoire d’Attila et de ses successeurs (1864, 6. kiad., 1876, 2 kötet)

## Magyarul
- Attila. Történeti kor- és jellemrajz; ford. Szabó Károly; Geibel Ármin, Pest, 1855
- Attila a hun király. Történeti kép az V. századból; ford. Boross Mihály; Lampel, Pest, 1864
- Attila-mondák; ford. Szabó Károly; Pfeifer, Pest, 1864
- Attila. Attila fiai és utódai történelme a magyarok Európába telepedéséig; 3. jav., bőv. kiad. ford. Szabó Károly; Ráth, Pest, 1865
- A római birodalom képe Róma alapításától kezdve a nyugati császárság végéig; ford. Csiky Kálmán; MTA, Bp., 1881 (A Magyar Tudományos Akadémia Könyvkiadó Vállalata)
- Elbeszélések a római történetéből az V-ik században. A nyugati birodalom végső napjai; ford. Öreg János; Akadémia, Bp., 1884 (A Magyar Tudományos Akadémia Könyvkiadó Vállalata)
- Elbeszélések a római történetéből az V-ik században. Alarik. A birodalom haldoklása; ford. Öreg János; Akadémia, Bp., 1885 (A Magyar Tudományos Akadémia Könyvkiadó Vállalata)
- Elbeszélések a római történetéből az V-ik században. Aranyszájú Szent János és Eudoxia császárné. A keresztyén társadalom keleten; ford. Öreg János; Akadémia, Bp., 1887 (A Magyar Tudományos Akadémia Könyvkiadó Vállalata)
- Elbeszélések a római történetéből az V-ik században. Szent Jeromos. A keresztyén társadalom nyugaton; ford. Öreg János; Akadémia, Bp., 1888  (A Magyar Tudományos Akadémia Könyvkiadó Vállalata)